# Студниця (Західнопоморське воєводство)
Студниця (пол. Studnica, нім. Grassee) — село в Польщі, у гміні Інсько Старгардського повіту Західнопоморського воєводства.
Населення — 114 осіб (2021).
У 1975-1998 роках село належало до Щецинського воєводства.

## Демографія
Демографічна структура станом на 2021 рік:
|          | Загалом | Допрацездатний вік | Працездатний вік | Постпрацездатний вік |
| -------- | ------- | ------------------ | ---------------- | -------------------- |
| Чоловіки | 60      | 6                  | 47               | 7                    |
| Жінки    | 54      | 9                  | 31               | 14                   |
| Разом    | 114     | 15                 | 78               | 21                   |